# 차우진 (평론가)
차우진은 대한민국의 대중문화 평론가이다. 1999년부터 대중음악에 대해 글을 썼다. <씨네21>, <한겨레21>, <GQ>, <나일론> 등 여러 매체를 통해 대중문화에 관한 비평의 글을 썼다.

## 경력
- 2001~2014: 음악웹진 [weiv] 에디터
- 2002~2005: 네이버 서비스팀 사원
- 2006~2008: 엔터테인먼트웹진 <매거진t> 취재팀장
- 2016~2017: 메이크어스 '딩고' 매거진 콘텐츠 부문 이사
- 기고: 프라우드, 한겨레21, 아레나, GQ, W, 나일론, 루엘 등 주/월간지
- 연재 및 관련 활동
  - <씨네21> 음반 섹션(주간)
  - <피디저널>: 차우진의 내키는대로 듣기(격주간)
  - <매트로>: 월요일 음악 소식(주간)
  - <TVian>: 차우진의 리모콘을 돌려라(주간)
  - <네이버 뮤직>: 그 시절 그 노래(격주간)
  - <문화과학>: 음악 섹션(계간, 2010년 봄호 종결)
  - <엘라 서울>: 드라마 섹션(월간)
  - <한겨레신문> ESC: 너 어제 그거 봤어?(격주간)
  - <네이버 온스테이지> 기획위원
  - <씨네21> '귀를 기울이면'
  - <현대카드 뮤직> 서비스 기획 및 운영 참여
  - <한국대중음악상> 선정위원

## 저서
《청춘의 사운드》. 책읽는수요일. 2011년. ISBN 9788962603705

## 공저
- 차우진·윤준호·반이정·지음·임익종. 《자전거, 도무지 헤어나올 수 없는 아홉 가지 매력》. 지성사. 2009년. ISBN 9788978892001
- 차우진·문강형준·강혜경·한자영·이동연. 《아이돌》. 이매진. 2011년. ISBN 9788993985467
- 김창남·이정엽·김병오·이동연·신현준·차우진·서정민갑·최지선·이준희·이영미·박애경·양재영·장유정. 《대중음악의 이해》. 한울. 2012년. ISBN 9788946054622
- 차우진, 오기사, 김중혁, 이유, 대니 애런즈, 유하준, 최지형, 김중혁. 《The Park 더 파크, 서울에 사는 일곱 사람, 그들의 공원 이야기》 어라운드. 2015년 ISBN 9791195391035